# Jean Caselli (abbé)
Pour les articles homonymes, voir Jean Caselli et Caselli.
L'abbé Jean Caselli (Sienne, 1814 - Florence, 1891) est un prêtre et électricien d'origine italienne.

## Biographie
Formé par Nobili[Lequel ?], son premier travail scientifique lui valut d'être nommé la Société scientifique de Florence.
Nommé Diacre, il entre comme précepteur dans la maison de Comte San Vitale (Parme).
En 1848, il participe au mouvement national pour l'annexion du duché de Parme à la monarchie constitutionnelle du roi Charles-Albert, mais la défaite de Novarre ramenant les Autrichiens dans les duchés, l'abbé Caselli se réfugie en Toscane.
C'est à cette époque qu'il conçoit, avec l'aide de son frère, un système de transmission de dessins par le télégraphe. Il quitte alors l'Italie pour Paris où il trouva un allié de poids dans son projet : l'abbé Moigno qui dirige alors la revue  Cosmos.
En 1864, l'abbé Migno se rend à Newcastle(ur) où se tenait la session annuelle de l'Association Britannique pour l'avancement des sciences. Son invention est par la suite mise en service sur la ligne reliant Paris à Marseille. Après accord avec le gouvernement, le Pantélégraphe est également mis en service sur les lignes de Lyon et Le Havre. Mais le succès ne fut pas au rendez-vous.

## Sources
- L'abbé Jean Caselli, Wilfrid de Fonvielle, La Science illustrée, n° 208, 21 novembre 1891.